# 넬손 쿠에바스
넬손 라파엘 쿠에바스 아마리야(스페인어: Nelson Rafael Cuevas Amarilla, 1980년 1월 10일, 아순시온 ~)는 파라과이의 전 축구 선수로, 포지션은 윙어다. 그는 2006년 FIFA 월드컵때 트리니다드 토바고와의 조별리그 최종전에서 추가골을 넣으며 조국의 2대 0 승리를 이끌었다.

## 경력
- 1999년 코파 아메리카 국가대표
- 2002년 FIFA 월드컵 국가대표
- 2006년 FIFA 월드컵 국가대표
- 2007년 코파 아메리카 국가대표